# Banco de Santa Elena
El Banco de Santa Elena fue creado en abril de 2004 para proveer a las comunidades de la isla Santa Elena y la isla Ascensión con un servicio bancario moderno y de calidad. En abril de 2013 el banco fue establecido como una empresa limitada por acciones y por lo tanto ahora es legalmente reconocido como Bank of St. Helena Limited (en español: Banco de Santa Elena Ltd.).
Sirve para una población de aproximadamente 4500 en Santa Elena y 900 en Ascensión y es el único banco nativo de la isla con sus oficinas principales en la calle Market Street en Jamestown, isla de Santa Elena.
El banco de Santa Elena es uno pequeño con complejidad casi nula y con una mínima escala de operaciones. Tiene 2 sucursales, 10000 clientes, 50000 cuentas y 6000 transacciones por día.